# Taenaris aberrans
Taenaris aberrans är en fjärilsart som beskrevs av Otto Staudinger 1887. Taenaris aberrans ingår i släktet Taenaris och familjen praktfjärilar. Inga underarter finns listade i Catalogue of Life.